# Johan Birath
Johan Börje Birath, född 6 juni 1961 i Ekeby nära Boxholm, död 24 juni 2024, var en svensk författare och politiker. Författarskapet var inriktat på lokal och regional historia. I politiken, där han företrädde Socialdemokraterna, verkade han på kommunal och regional nivå. Birath var även högstadielärare i samhällsorienterande ämnen vid Stenbockskolan i Boxholm.
Birath arbetade till slutet av 1980-talet som valsverksarbetare men omskolade sig efter en ryggskada. Som politiker tjänstgjorde han bland annat som förste vice ordförande i kommunstyrelsen i Boxholm.
Han satt med från starten i panelen i Hjärnverket, ett populärt program i östgötsk lokal-TV. Birath var även suppleant i styrelsen för Ekeby hembygdsförening.